# Redwood City
Redwood City è una città statunitense, capoluogo della contea di San Mateo della California; la città è situata circa 40 km a sud di San Francisco e circa 39 km a nord-ovest da San Jose.
Al censimento del 2010 la città aveva una popolazione di 76 815 abitanti. Il porto di Redwood City è l'unico porto "deepwater" della baia di San Francisco.
Redwood City è sede di diverse società che hanno un ruolo fondamentale nei propri settori, tra cui Oracle, la seconda società del mondo dopo Microsoft nel settore informatico, ed Electronic Arts, leader nel settore dei videogiochi.

## Geografia fisica
Secondo i dati dello United States Census Bureau, la città si estende per un'area totale di 34,62 mi² (89,7 km²), di cui 15,20 mi² (39,4 km²) coperte da acqua.